# Anzacia mustecula
Anzacia mustecula är en spindelart som först beskrevs av Simon 1908.  Anzacia mustecula ingår i släktet Anzacia och familjen plattbuksspindlar. Inga underarter finns listade i Catalogue of Life.